# 臺灣與德國關係史
台灣與德國關係史（台德關係史）是指台灣有信史以來至今，歷史上在台各政權與各時期的德國雙方在歷史上不同階段的關係。随着1949年中华民国政府迁往台湾后，实际上與其国家外交关系重疊。

## 荷治時期

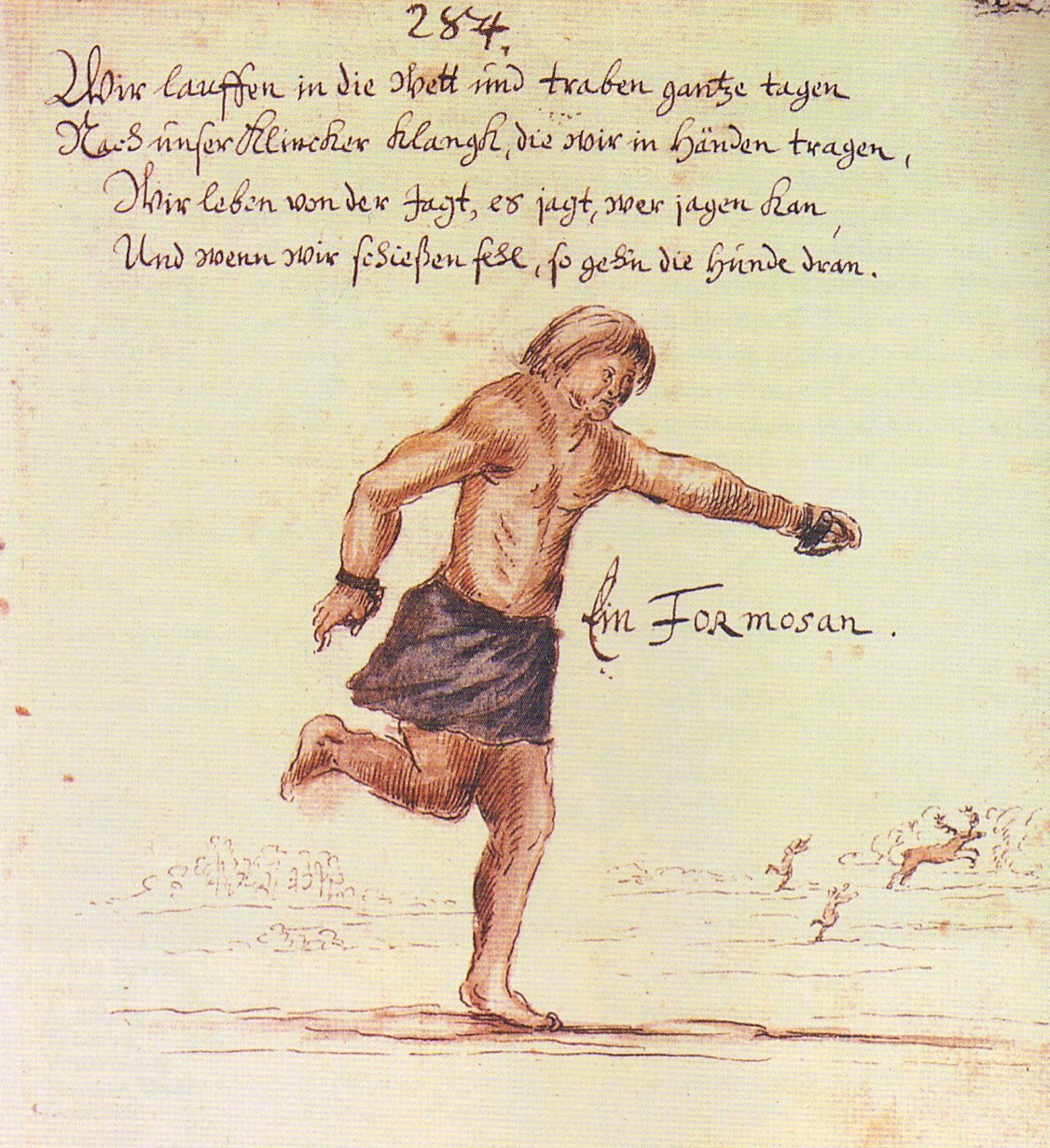
1648–1650年來台的荷蘭德籍傭兵Caspar Schmalkalden所繪逐鹿中的臺灣原住民「一位福爾摩沙人」（Ein Formosan）

在荷蘭東印度公司統治臺灣期間，即曾雇有日耳曼籍牧師及傭兵。日耳曼籍傳教師中有首位來臺的新教牧師、生於今德國居爾哈特（德語：Kirchardt）的荷蘭改革宗教會傳教士干治士（Georgius Candidius）。干治士以其生活在新港社的經驗，寫下的《福爾摩沙島的對話與簡短的故事》（荷蘭語：Discourse ende cort verhael van't eylant Formosa），或譯《台灣略記》，描述了當時西拉雅族的社會組織、宗教及風俗習慣。他也編寫了西拉雅語辭典，把祈禱文和教理問答翻譯成西拉雅語，為之後的宣教奠定基礎。為了紀念他的事蹟，19世紀來台的甘為霖牧師，特別以干治士湖來命名日月潭(1873年)。
在日耳曼籍傭兵中，最有名者為卡斯巴·司馬爾卡頓，1642年加入荷蘭西印度公司任傭兵，1645年返回荷蘭本土，1646年又加入荷蘭東印度公司任傭兵，於1648年來臺，1650年離臺轉赴日本，1651年啟程經台灣返國。他在所駐各地繪製一系列遊記見聞，收於《東西印度驚奇旅行記》，:113-115包括著名的臺灣原住民畫像「一位福爾摩沙人」。
1661年－1662年間的鄭荷之戰中，從荷軍脫逃的日耳曼傭兵的中士拉迪斯（Hans Jurgen Radis）逃往鄭軍，向鄭成功報告了熱蘭遮城內的詳細狀況。表示守軍大半生病、疲勞不堪，無法堅守太久，因此不要只顧封鎖，更要趁此機會發動攻擊。同時提起烏特勒支碉堡（今安平第一公墓）的戰略地位，一旦佔領碉堡所在的山丘，便可居高臨下攻擊熱蘭遮城的四角附城，輕易攻破荷軍防線:184-185。最終鄭成功聽從拉迪斯的建言，發起烏特勒支碉堡之戰，瓦解了荷軍士氣。大員評議會決議放棄一切抵抗，要求和談:202-203。

## 清治時期

### 開港前德意志對臺探索
十九世紀時，德意志地區的人民已感到在海外缺乏殖民地的遺憾。:111834年，普魯士地理學家卡爾·李特爾（C. Ritter）在柏林出版其著作《地理學在自然界與人類歷史的關係》（Die Erdkunde im Verhältniß zur Natur und zur Geschichte des Menschen）書中的第四部分，第二卷〈亞洲〉（Asien），第三冊：《亞洲地理》（Die Erdkund von Asien），就用23頁的篇幅對〈福爾摩沙海島〉（Gestadte Insel Formosa）的地理、歷史、植物、貿易和原住民作了詳細的介紹。:11-121857年有德籍作家彼爾納茨基（Dr. Biernatzki）發表在柏林出版的《普通地理學雜誌》（Zeitschrift für allgemeine Erdkunde）的1篇〈福爾摩沙島的訊息〉（Zur Kunde der Insel Formosa），這篇報導是對前述李特爾〈福爾摩沙海島〉文章的補充；兩年後，他又在該雜誌發表1篇他來臺旅行各地的觀察報告〈福爾摩沙島〉（Die Insel Formosa）。:15
1859年，普國攝政王威廉「新時代」政府的策劃下，決定執行「國家性的計畫案」（nationales Unternehmen），派遣一支由3艘戰艦和1艘補給船的遠征團到東亞，除尋求與清國、日本及暹羅等簽訂外交條約外，亦尋求在太平洋海域和南美洲南部海島建立普魯士的殖民地。:16當時法國駐華公使葛羅斯（Baron Gros）亦慫恿普國在臺灣建立殖民地，因如此可向清政府施壓達成和清國的訂約，且可解決多年來德商在華貿易無法律保障的困境。:18-191860年（咸豐十年）11月，普魯士軍艦補給船易北河號（Elbe）接近臺灣南部鵝鑾鼻西南原住民居住地，其水兵乘小船嘗試上陸、與原住民接觸時，遭到原住民開槍抵抗，水兵亦開槍還擊，最後德籍水兵逃回船上。:21-22為歷史上德國人和臺灣原住民發生首次小型武裝衝突的事件。:23而艾林波最終向普魯士政府表達放棄臺灣成為殖民地，因臺灣港口不良，氣候不適合歐洲移民。:32

### 開港後德意志在臺活動
1858年（清咸豐八年），清政府在第一次英法聯軍戰敗後，與英國等國簽訂《天津條約》，開放臺灣（今安平港）、淡水港口。1861年3月普鲁士派出以艾林波伯爵為團長的東亞外交特使團代表德意志關稅同盟的22个邦國的利益，抵達上海，聯絡五口通商大臣薛焕，要求與清政府按照中英中法《天津條約》簽訂通商條約。1861年9月2日（咸豐十一年七月二十八日），清政府與大布國（普魯士）等國簽《中德通商條約》，在第六款中對其開放臺灣（今安平）、淡水等港口。期間艾林波曾要求增開雞籠港，遭清方拒絕。:26直到《北京條約》增開雞籠及打狗港後，在一體均沾原則下，德商得以在雞籠與打狗經商。:35
臺灣開港之時，即有普魯士學者來臺調查，如1861年4月馬登斯（Dr. E. Martens）搭鐵踢斯號從上海往香港途中，來到淡水進行短暫的生態調查。:27地質學家李奇賀芬（Ferdinand von Richthofen）則調查淡水和基隆間的地質，並探查基隆的煤礦。以〈福爾摩沙北海岸之山脈構造〉（Ueber den Gebirgsbau an der Nordküste von Formosa）的報告，於1860年8月6日，發表在柏林的「德意志地質學社」（Die Deutsche Geologische Gesellschaft）的會議。被戴天昭視為「此為研究台灣地質的嚆矢」。:28

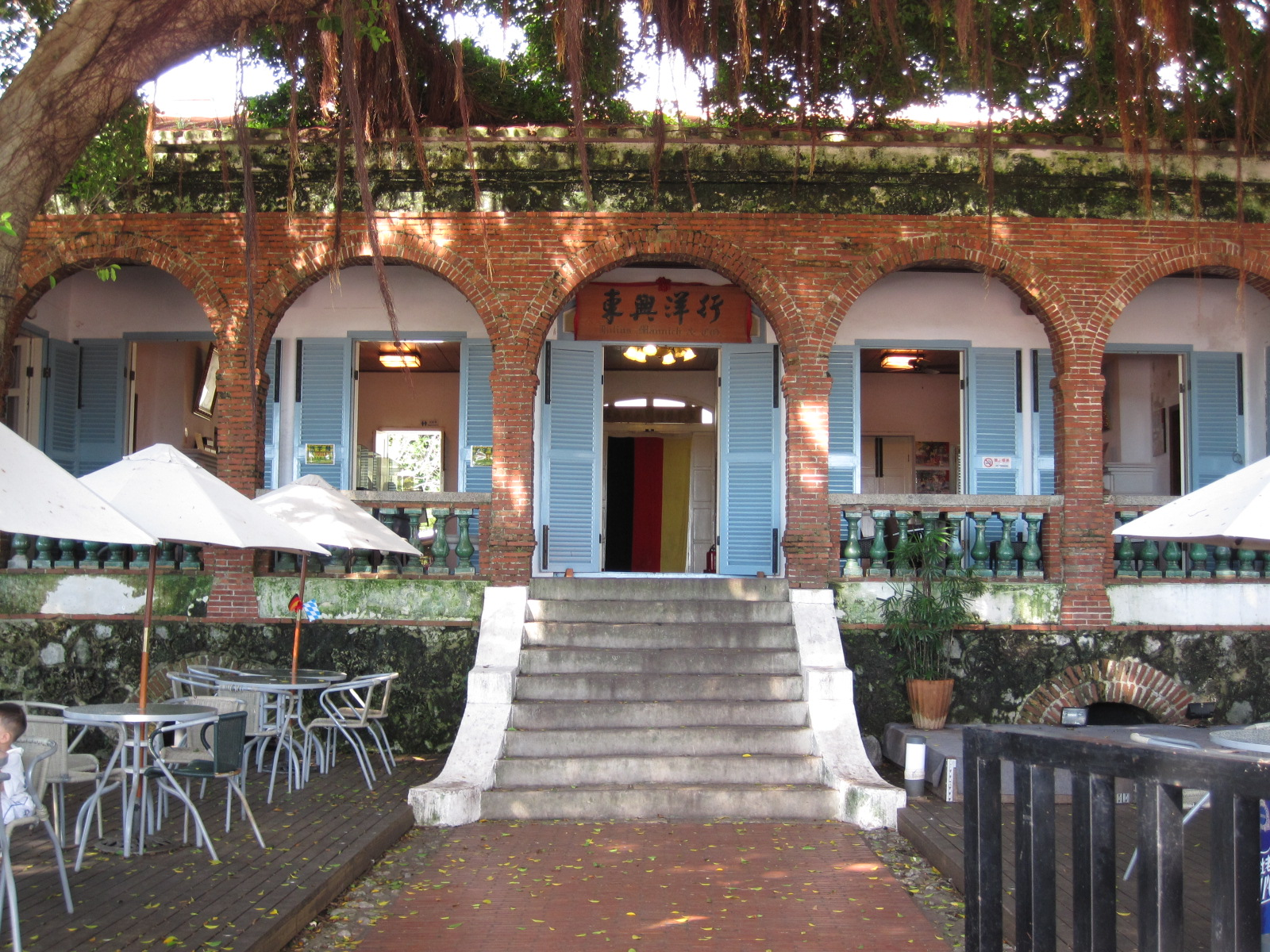
位於安平的原德商東興洋行，現為「安平外商貿易紀念館」。

開港後，也出現來臺設洋行經營普魯士人。1864年（同治三年），首家德商在打狗成立勒士拉洋行（Lessler & Co.），進行樟腦與糖的貿易。隔年，來自漢堡的商人美利士（James Milisch）在滬尾設立美利士洋行（Milisch & Co.），也經營樟腦與鴉片、海運和拓殖的業務。1865年，另一德商亦在打狗開辦柯爾曼亞力基洋行（Kielmann & Co.）經商。:35其中，在臺德國商行最有名者當屬德國商人東興（Julius Mannich）與彼得森（J. Peterson）來到安平開設的東興洋行。東興洋行成立確切年代不明，有同治六年（1867年）及光緒初年（1876年左右）等說。但在1880年的海關報告上已經有東興洋行的存在。該洋行的主要業務是經營糖與樟腦的出口，也代理輪船運輸的業務。當時，據研究漢堡與中國貿易的德國學者耶伯斯坦（B. Eberstein）報導，1865年共有25艘漢堡籍的商船航抵打狗港，約每2週就進港1艘。:35
此時漢薩城邦等德意志小邦亦在臺各口岸任命領事。1865年，美利士來到滬尾後，就申請希望成為漢堡駐該港的領事，次年他如願，並被其他漢薩城邦呂北克（Lübeck）和不來梅兩城邦任命為駐淡水領事。1867年，這些城邦也分別在雞籠和打狗派駐領事；駐雞籠的是尼森（F. C. Nissen），駐打狗的則由在當地經營哈根，達．西瓦公司（Firma Hagen, da Silva & Co.）的德商哈根（K. Chr. Hagen）擔任。同年哈根為了替補他不在時，任命英國駐打狗的領事卡羅爾（C. Carroll）為他的副領事，前後哈根任漢撒城邦駐該港領事3年。:36
1868年（清同治七年）4月，發生英國人荷恩（James Horn）承領宣稱淡水德國領事的漢堡市民詹姆斯·美利士（James Milisch）所給執照，與二名蘇格蘭人、一名美國人、一名德國人、一名西班牙墨西哥人等人，前往噶瑪蘭廳（今宜蘭）南澳建立殖民地的大南澳事件，引起清國官方向英國政府抗議。1869年，美利士更親至大南澳視察給予鼓勵，並自滬尾、雞籠運載食物、火藥赴蘇澳販賣，且向山民勒抽勇費勇糧，私典煤山、偷運樟腦。
此時普魯士海軍與商人也對臺灣有興趣，他們希望在島上建立1-2個海軍基地。1863年夏天，普國駐上海總領事李福斯在該市與清官員完成《天津條約》的換文後，搭羚羊號艦到廈門，以便一方面觀察該港，另一方面打聽有關臺灣的消息。隔年，普魯士政府指示該艦在臺灣尋找一個可能適合殖民的據點。:391864年普魯士聯合奧地利攻打丹麥時，羚羊號亦企圖在臺灣海峽捕捉其他丹麥的船隻，且計劃在臺灣東海岸與澎湖尋覓合適的港口，以便闢為普魯士的據點。:39美利士亦曾撰文鼓吹在臺拓建殖民地。:41然而當時普魯士政府正專注於統一德意志，因此反對建立殖民地，避免阻礙同盟與美、英兩國的良好關係。:44-45
1880年代的德國在臺領事業務屬於德國駐廈門領事館的管轄範圍，直至1895年，即清廷割讓臺灣之際，德國於淡水開設領事館，並派遣梅爾茲（Constance Merz）擔任領事:161。

## 日治時期
1895年4月，清政府因甲午戰爭戰敗，與日本政府簽屬《馬關條約》，將臺灣割讓給日本。由於俄德法三國干涉還遼的消息傳來，臺灣方面亦希望爭取列強介入臺灣割日，然而不同於態度積極的法國，德國欲與日本友好，指責清國煽惑臺民。之後臺灣進入日本統治時期。德國於日治初期繼續維持駐臺領事館的館務。1905年3月2日，時任領事賴因斯多爾夫（F. Reinsdorf）向臺北廳申請將領事館遷至大稻埕，獲批准後始於1906年起將館舍改設至大稻埕港邊街的德國商社——公泰洋行舊址。1908年7月，德國駐大稻埕領事館隨著賴因斯多爾夫改任駐下關領事而裁撤，臺灣改納為德國駐長崎領事館轄區。1922年，改隸為德國駐神戶領事館的領區:161-162。

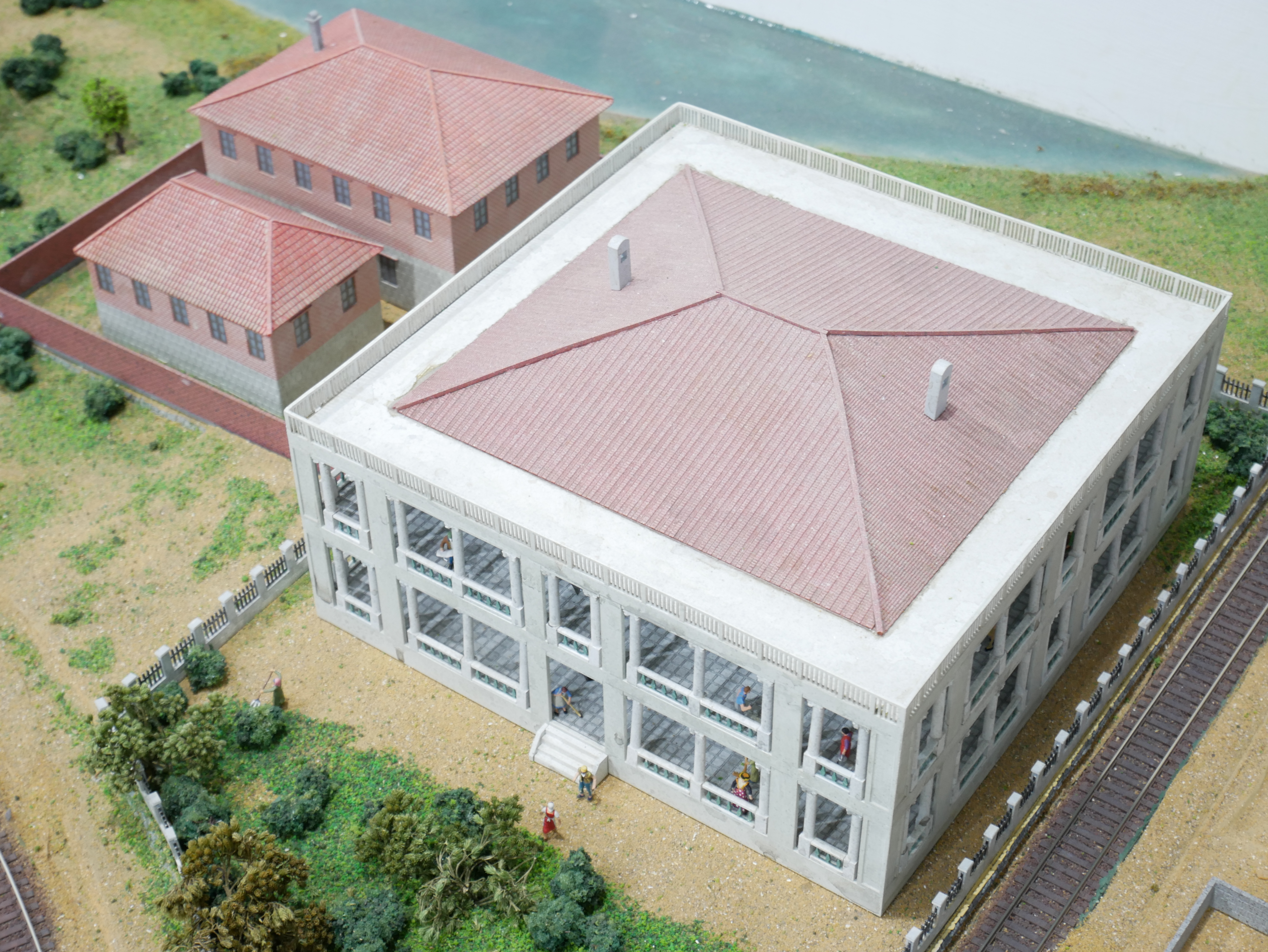
德意志帝國駐大稻埕領事館模型

在日本統治之初，在日德籍史學家路德维希·里斯曾經著有《臺灣島史》一書。1949年12月26日，臺灣歷史學者楊雲萍在《公論報》副刊——「臺灣風土」專欄上，將該書選入「臺灣研究必讀書十部」中。

1898年12月，德國登山家史德培博士前來台灣探險，由東埔布農族嚮導帶領攀登台灣最高峰玉山（時稱新高山，西方稱），與兩位嚮導虎松（Husung）、比勇（Biung）於12月26日登頂，為玉山有明文紀錄以來存有爭議的首次登頂之一，登山界對其所登山峰是否確為玉山存有爭議。:32
1902年，德國昆蟲學家梭德（德語：Hans Sauter）來臺，展開其首次昆蟲採集，在該年採得椿象、蚜蟲等半翅目昆蟲。1905年，梭德再次抵達臺灣，並陸續居住於高雄、安平等地，後又以埔里為基地採集蛾類與蝶類標本，並僱請數十名助手於臺灣本島各地協助採集工作。此間，梭德將大量標本寄贈或售予歐美各地博物館及研究機構等。1912年，梭德移居臺北，並持續投入於標本採集及研究。
日治時期，亦有臺灣人前往德國留學。著名者有王受祿（學醫，臺灣第一位留德的醫學博士）、劉青和（德國高等工業大學化工博士）、黃國書（軍事）、李超然（柏林工業大學，主修化學。為李春生曾孫、高慈美丈夫）、高敬遠（學醫）、王通明 (王祖檀)等人。據1941年調查的《臺灣歐美同學會名簿》及有關資料統計，臺灣人赴德留學者有8人，在留學歐美者中僅次於美國（31人）、英國（19人，含香港7人）及法國（11人）。
林獻堂在1927年至1928年的環球旅行中，曾前往德國的法蘭克福、波昂、哥隆、柏林、德勒斯登等地。見到德國工業的發達。林氏在廈門時，曾受相識之人受託到德國聘請玻璃技師，然而林氏到德國時發現玻璃作瓶、作片、作燈、作眼鏡都各有專門，全國製造玻璃的同種會社，組合達十九個。又林氏本身與樟腦製造頗有關係，也調查樟腦製造，得知德國人造樟腦已大成功，「較之天然樟腦，毫無差異」，唯原料價較貴，仍無法與天然的樟腦競爭。林獻堂認為「現時逐漸再大加改革，使生產費低廉，原料充足，著者成功。將來臺灣之樟腦，必大受打擊無疑矣。」:247-248
1928年（昭和三年），臺北帝國大學成立後。曾聘請德國籍教師於臺北帝國大學任教，如1941年來臺、受聘於臺北帝國大學預科的沃爾夫岡·克洛爾，同時在臺北高等學校教授德文課程。曾在1944年發表一篇數學物理論文，並登於《臺北帝國大學理學部記要》。
1936年柏林奧運，臺灣人運動員張星賢代表滿鐵入選日本田徑代表隊，前往柏林參賽。張星賢於7月20日抵達柏林，在中央貴賓席附近的選手的專用座位觀賽，看到了當時意氣風發的希特勒。張星賢在8月6日1600公尺接力未能晉級下一場比賽。同時臺灣第一位候選女選手林月雲（彰化和美人）則因得了急性肺炎，未能入選奧運選手。在「藝術競賽」方面，有江文也奪得獎牌。

## 中華民國臺灣時期

### 冷戰時期臺德軍事交流
戰後初期，陳儀政權起用留德派，劉青和被任命為臺灣省樟腦局副局長（局長為蔣徐乃錦之父徐學文）。日後劉青和出任省立工業試驗所所長，工驗所併入商檢局後出任副局長。在留德派失勢後，劉青和與徐家仍保持友好關係。:349
1949年10月1日，中華人民共和國成立。年底，中華民國政府遷至臺灣。同年，德意志地區亦分別成立德意志民主共和國（東德）和德意志聯邦共和國（西德）。國府遷臺前，曾於1945年參加美、英、法、蘇組成的「盟軍管制委員會」（Allied Control Authority in Germany），由前駐德武官桂永清為團長的中國軍事代表團赴德，並於柏林設辦公處。1947年獲美、英占領當局同意，恢復駐斯圖加特總領事館與漢堡總領事館。然而隨著國府遷臺後財政拮据，兩總領事館先後裁撤，軍事代表團於1950年8月28日正式結束業務，9月2日全體人員離德。:250-251
1951年3月，西方占領當局修改佔領條約，准許西德成立外交部。國府也展開與西德重建邦交的布局。:10然而艾德諾政府基於「一個德國」立場，避免承認中共及國府製造「兩個中國」、引起第三世界國家承認東德。因此西德與臺灣關係僅侷限經貿與文化交流，不願做政治對話。即使在臺灣的國府於1955年10月片面宣布終止自1941年兩國的戰爭狀態，但德方顧慮與臺灣交涉導致西德將在外交承認國府，故對此問題均不回應。:253
1950年代初期，國府將駐德事務交由駐法及駐比大使館兼辦，同時委託前軍事代表團成員、留德華僑嚴敦炯以臺糖駐德代表名義在波昂與德政商界直接接觸並展開對德外交。:121957年，嚴氏藉由德國國會議員馬尤尼加之助於波昂成立「德中協會」（Deutsch-Chinesische Gesellschaft e.v. )，作為對德外交工作的機構。:253嚴氏負責監管該會工作，並奉令改以經濟部駐德代表名義，同時受國家安全局指揮，實際上成為臺灣駐德國非官方代表，以及德國經貿界、軍情界與臺灣交涉的主要對象。:253-254「德中協會」在西德與在臺灣的中華民國政府無邦交下，是德國民間最大友臺組織。成員包括國會議員（現任/卸任）、專家學者、退休政府官員、相關工作人士、業界、旅德臺人。
1950年代末期，出於對中國情報收集的需求，給予西德與臺灣情報產生推動。1950年代初期，德國情報機構負責人蓋倫曾與臺灣代表進行接觸，1959年臺灣國家安全局局長及1960年參謀總長相繼訪德後，與德國軍方為合作可能性進行會談。1961年3月，時任聯邦情報局局長蓋倫指派該局戰略情蒐主管朗考淮將秘密抵臺訪問，期間朗考除蒙蔣介石接見外，與國家安全情報局進行情報工作經驗並洽談雙方電訊技術監聽合作事宜，當時德臺軍事情報交流，被視為受到艾德諾政府的默許。:256-257在聯邦情報局居中聯繫下，1962年孟澤爾將軍首肯赴臺擔任顧問，1963年應聘來臺。:265自1963年自1975年間，臺灣應邀德國顧問來臺，總計有24位德籍顧問，先後來臺13次，孟澤爾是所有顧問中，來臺次數最多、影響最大的一位。:266
1972年，西德與中華人民共和國建交。

### 臺灣民主化後與德國交流
2003年，因應臺灣本土化認同。「德中協會」加註為「德中協會-台灣之友」（Freunde Taiwans）。
2019年1月，德國外交部長馬斯（Heiko Maas）在國會接受德國國會友台小組主席、基督教民主黨（CDU）籍議員威爾許（Klaus-Peter Willsch）16日答詢時表示，無法接受中國武力威脅臺灣的作法，將向中方清楚表達立場。成為近年針對臺灣議題，清楚表達立場的最高層級德國官員。
2019年5月，德國民眾克羅茲堡（Michael Kreuzberg）向國會提出請願，要求德國政府與中華民國（臺灣）建立正式外交關係。這份編號95643的請願書表示，臺灣自1987年以來啟動民主化，按德國的標準今日的中華民國是民主國，也就是由人民作主，卻不被德國承認，鑑於中華人民共和國嚴重違反人權和國際法，這點實在令人費解。發起請願的人因此呼籲國會通過決議，要求德國聯邦政府與中華民國（臺灣）建立外交關係。這個請願案在5月31日提出，9月11日開放連署。在10月9日截止前，獲得超過5萬人連署。也引起德國媒體關注。克羅茲堡透露國會原本以「不利國際關係」為由拒絕接受這個請願案，他拜託綠黨黨團介入後請願案才上網，在幾週內獲得超過5萬人連署，成功通過立案門檻。而德國自民黨（FDP）籍國會外交委員會成員穆勒-羅森崔特（Frank Müller-Rosentritt）表示，儘管國會多數議員支持一個中國政策，但這點與支持臺灣參與國際不矛盾，臺灣不該被排除在世界衛生組織之外。
德國國會請願委員會於12月11日召開公聽會，邀請外交部官員列席說明。德國外交部亞太司長司佩蘭回應時，表示肯定台灣活潑的民主和對人權和言論自由的保障。她認為臺灣與德國共享民主和自由等價值，可說是德國的「價值夥伴」，雙方在經貿、文化、學術等領域互動頻繁，德國非常珍惜、而且計畫擴展與台灣的關係。然而司佩蘭司長指出，德國在1972年與中國建交，承認中華人民共和國為中國唯一的主權國家。這樣的「一個中國」政策排除與臺灣維持邦交的可能性，不僅德國，包括所有歐盟國家在內的世界多數國家都遵守，德國無意改變。
2020年9月，為呼應臺灣認同趨勢，避免外界誤認臺灣是中國的一部分，德國民間最大友臺組織「德中協會-臺灣之友」，以逾9成高票通過改名為「德台協會」（Deutsch-Taiwanische Gesellschaft）。2021年6月10日，在柏林舉行「德台協會」更名儀式。駐德代表謝志偉也出席。